# NGC 649
NGC 649 é uma galáxia espiral (Sa) localizada na direcção da constelação de Cetus. Possui uma declinação de -09° 16' 18" e uma ascensão recta de 1 horas, 40 minutos e 07,5 segundos.
A galáxia NGC 649 foi descoberta em 1886 por Frank Leavenworth.